# Breda Mod. 30
Breda 30 (італ. Fucile Mitragliatore Breda modello 30) — італійський ручний кулемет періоду Другої світової війни. Мав низку конструктивних недоліків.

## Історія
У 1930 році фірма Breda почала випуск кулемета Breda Mod. 30. Він важив 10,4 кг. Зброя мала сошки, гвинтівочний приклад і пістолетну рукоятку.
Система роботи була двох видів: перша діяла за рахунок віддачі ствола з коротким ходом, друга — за рахунок використання енергії порохових газів. При стрільбі ствол відходив назад на 12,7 мм і зупинявся; затвор розчіплявся і продовжував рухатися назад. Затвор ударяв по амортизатору під впливом поворотної пружини починав рухатися вперед, потім відбувалася подача патрона в патронник, ствол замикався, і спрацьовував ударник. Кулемет вів вогонь тільки в автоматичному режимі.

## Серед недоліків зброї можна відзначити
- Потреба в оливі для змащування патронів
- Тендітні, ненадійні при подачі патрони і повільні в заряджанні 20-патронні магазини
- Низька технологічність у виробництві
- Відсутність рукоятки на стволі, що робило заміну гарячого ствола в бойових умовах складною процедурою.
- Невелика скорострільність
- Слабкий патрон (630 м/с). Італійський патрон не був розроблений спеціально для цього кулемета. Італійська армія просто використала свій стандартний для цього періоду армійський гвинтівковий патрон.

## Патрон
Унітарний патрон, що застосовувався італійською армією в Першій і Другій світових війнах, по потужності трохи перевершував сучасні проміжні патрони.

## Застосування
- Королівство Італія

- Третій Рейх — 6,5-мм кулемет Breda Modello 30 складався на озброєнні вермахту під позначенням MG 099(i). 8-мм станковий кулемет Breda Mod. 37 — під позначенням MG 259(i).

## Оцінка
Особливістю кулемета є те, що стрільба з нього можлива тільки при забезпеченні змащування патронів, мастило при цьому вводиться в патронник. Для цього на кришці коробки є маслянка, заливний отвір якої закривається різьбовою пробкою. Необхідно відзначити, що в польових умовах мастило, змішуючись з пилом і брудом, викликало часті затримки при стрільбі.
Певні труднощі викликала і заміна в польових умовах розігрітого при стрільбі ствола. Через відсутність спеціальної рукоятки зняти ствол можна було тільки за допомогою спеціальних рукавиць, які далеко не завжди були під руками. Крім того, після установки нового ствола, що входив в комплект приладдя до кулемета, було необхідне його юстирування.
Конструкцією кулемета не була передбачена і рукоятка для перенесення кулемета на полі бою, ремінь для перенесення також не був передбачений. Тому при розігрітому стволі кулеметник був змушений використовувати як рукоятку магазин, що вело до пошкоджень магазина і подальших затримок під час стрільби.
Невдала в цілому конструкція кулемета посилювалася незадовільними характеристиками використовуваних для стрільби з нього 6,5 × 52,5-мм гвинтівкових патронів. Не покращила ситуацію і спроба переробити кулемет під новий 7,35 × 52-мм гвинтівковий патрон (кулемет зразка 1938 р.). Тим не менш, через відсутність кращого зразка ручний кулемет Breda Mod. 30. залишався на озброєнні італійської піхоти не тільки в роки другої світової війни, але і в повоєнні роки.

## У комп'ютерних іграх
- Доступний в Medal of Honor: Allied Assault, додаток Breakthrough. Вперше щільно з цим кулеметом протагоніст стикається на Сицилії, завдання Джела. В епізоді підтримки союзників з 82 дивізії, з другого поверху ворог веде вогонь саме із цього кулемета (раніше у грі фігурували німецькі MG42 у цій якості). Після розгрому взводу італійців з двоповерхової будівлі доведеться постріляти з Бреда.